# Тузлук
Тузлук — назва розчину куховарської солі в тюркських мовах, вкорінена в рибній промисловості з часу організації великих промислів риби на Волзі та її масової заготівлі. Розрізняють два види тузлука: натуральний (природний) та штучний.
- Натуральний тузлук — рибу солять сухою сіллю, а розчин утворюється за рахунок вологи що виділилася з риби через гігроскопічність солі і осмотичні сили.
- Штучний тузлук — розчин солі, який готують для засолу риби вручну або з використанням механічних засобів, розчиняючи кухонну сіль у воді. Штучний тузлук може мати різні концентрації солі.